# Maurice Boitel
Maurice Boitel   (Tillières-sur-Avre, 31 de juliol de 1919 - Audresselles, 11 d'agost de 2007) fou un pintor, litògraf i ceramista francès.

## Biografia
Fou un pintor figuratiu de la jove pintura (Jeune peinture) de l'escola de París, i va pintar molt a Cadaqués, després d'haver freqüentat l'Escola Nacional Superior de Belles Arts, de París, on va conèixer als seus amics Bernard Buffet, Daniel du Janerand i Louis Vuillermoz.
Maurice Boitel va obtenir diversos premis, entre els quals destaca el premi de la casa Abd-el-Tif a Alger, on va romandre dos anys (1946-1947). També va obtenir gairebé tots els premis de pintura francesa, la medalla d'or de l'Institut de França i la dels Artistes Francesos, i va ser membre dels comitès dels principals salons de París (Salon d'Automne, saló des Artistes Français, Saló de la société Nationale des Beaux Arts, Salon "Comparaisons", Salon "Terra Llatina", Salon du dessin et de la Peinture à l'eau).
Va pintar sobretot a Cadaqués, a Audresselles, a Boulogne-sur-Mer, a Nuits-Saint-Georges (Borgonya), a Embasac, a les illes de l'oceà Atlàntic, ja Niça, Roma, Florència i Venècia.

### Homenatges
El municipi de París anuncià que posaria el seu nom a passeig que envolta el Llac Daumesnil i el de Audresselles, el passeig que voreja el mar.